# Ramariopsis tenuicula
Ramariopsis tenuicula är en svampart som först beskrevs av Bourdot & Galzin, och fick sitt nu gällande namn av R.H. Petersen 1969. Ramariopsis tenuicula ingår i släktet Ramariopsis och familjen fingersvampar.   Inga underarter finns listade i Catalogue of Life.